# Florence Wightman
Florence Wightman va ser una arpista estatunidenca del segle xx.
Va començar la seva carrera orquestral en els teatres de Filadèlfia, i després va servir com a arpa principal per a lOrquestra de Cleveland, convertint-se en la primera dona a ocupar un lloc principal als Estats Units, encara que durant només una temporada. Va partir de Cleveland per servir com a arpa principal per a lOrquestra de Teatre Roxy a Nova York. Més tard va tocar per a lOrquestra Simfònica de la Nbc Radio, i va servir com a Arpa Principal per al Metropolitan Opera, mentre realitzava simultàniament programes setmanals de recital en solitari en diverses xarxes de ràdio nacionals.
Després d'una jubilació anticipada del Metropolitan Opera, va continuar actuant per a diverses companyies d'òpera, incloent l'Òpera Lírica de Chicago,a Mont-real amb Leonard Pelletier, i a Bogotà. Va enregistrar actuant a Wonder Tidings, una obra nadalenca del compositor John LaMontaine per a arpa solista, cor i narrador. També hi ha enregistraments històrics de la seva reproducció a la biblioteca de l'"American Harp Society". Va participar en el Concert Commemoratiu per a Carlos Salzedo, produït per Gerald Goodman, que va tenir lloc a l'Ajuntament de Nova York el 1962, l'enregistrament del qual va ser llançat en distribució limitada. En ella interpreta la Sonata per a arpa i piano de Salzedo.
Wightman va començar els estudis de música al piano, després es va convertir en un estudiant d'arpa del famós mestre, Carlos Salzedo, i va servir com a instructora assistent al Curtis Institute of Music de Filadèlfia, abans d'embarcar-se en la seva carrera orquestral i solista. L'arpista Edna Phillips (Rosenbaum) va ser la seva alumna protegida, convertint-se més tard en la Principal Harp de l'Orquestra de Filadèlfia.